# Fotogramas de Plata 1962
El lliurament dels 13è Premis Fotogramas de Plata (coneguts oficialment com a Placa San Juan Bosco), corresponents a l'any 1962, lliurats per la revista espanyola especialitzada en cinema Fotogramas, va tenir lloc el 31 de gener de 1963, diada de Sant Joan Bosco, a la residència de la família Nadal, propietària de la revista, al barri de Pedralbes (Barcelona).

## Candidatures

### Millor intèrpret de cinema espanyol
| Intèrpret        | Pel·lícula  | Resultat   |
| ---------------- | ----------- | ---------- |
| Arturo Fernández | Los cuervos | Guanyadora |

### Millor intèrpret de cinema estranger
| Intèrpret     | Pel·lícula               | Resultat  |
| ------------- | ------------------------ | --------- |
| Spencer Tracy | Els judicis de Nuremberg | Guanyador |